# Alexei Iljitsch Teneta
Alexei Iljitsch Teneta (russisch Алексей Ильич Тенета; * 3. Septemberjul. / 15. September 1899greg. in Szczypiorno; † 10. Juli 1972 in Moskau) war ein russischer Bildhauer.

## Leben
Tenetas Vater war Förster in Szczypiorno. Die Familie verzog nach Moskau, so dass Teneta dort das Gymnasium besuchte. Er verbrachte viel Zeit mit Zeichnen und Modellieren. Ab 1910 besuchte er die Samoskworetschje-Kunstschule, deren Direktor Boris Nikolajewitsch Ternowez war.
Tenetas Berufsweg begann nach der Oktoberrevolution in Petrowsk. 1921 wurde seine Büste eines Kommunarden vor der Petrowsker Kunstschule aufgestellt. Im gleichen Jahr gewann er bei einem Wettbewerb in Petrowsk für sein Projekt für ein Denkmal für die durch Weiße Kavallerie getöteten 26 Kommunisten den 1. Preis. Teneta beteiligte sich an Lenins Programm der Monumentalpropaganda.
1921–1925 studierte Teneta in Moskau an den Höheren Künstlerisch-Technischen Werkstätten (WChUTEMAS) bei Boris Danilowitsch Koroljow und Anton Michailowitsch Lawinski. Während des Studiums entstand sein erstes Denkmal mit der Statue des die Fahne der Revolution schwenkenden Arbeiter-Bolschewiken. 1925 auf der Ausstellung der WChUTEMAS-Diplomarbeiten stellte er seine beiden Diplomarbeiten vor, das Ehrenmal Lenin im Oktober und das Denkmal der Wolgaschlepper. 1927 wurde er Mitglied der Gesellschaft russischer Bildhauer und 1929 Mitglied der Assoziation der Künstler des revolutionären Russlands.
Teneta schuf eine Reihe von Skulpturen, so den Erbauer an der Schleuse Nr. 5 des Moskau-Wolga-Kanals, den Sportler in Tscherkisowo und den Metallurgen in Makejewka im Donbas. Sein bekanntestes Projekt in dieser Zeit war das Denkmal der Stachanow-Bewegung für die Ausstellung Industrie des Sozialismus. Die zentrale Figur des Bergarbeiters dieses Denkmals wurde auf der 1939 New York World’s Fair ausgestellt. 1937 entstand das Gogol-Denkmal und 1941 die Monumentalbüste des kasachischen Nationalhelden Amangeldy Imanow.
Tenetas Monumentalwerke während des Deutsch-Sowjetischen Krieges priesen Heldentum und Patriotismus. Aus dem Projekt Ehrenmale der Heldenstädte wurden Das kriegerische Moskau und die Heldenstadt Sewastopol auf der Allunionskunstausstellung 1943–1944 vorgestellt. Im Auftrag der Awiaprom entstand das Relief mit den Scharfschützinnen Natalja Wenediktowna Kowschowa und Marija Semjonowna Poliwanowa. 1943–1947 arbeitete Teneta an dem Denkmal für die gegen die vordringenden Faschisten kämpfenden Partisanen am Seligersee, das 1958 in Ostaschkow aufgestellt wurde.

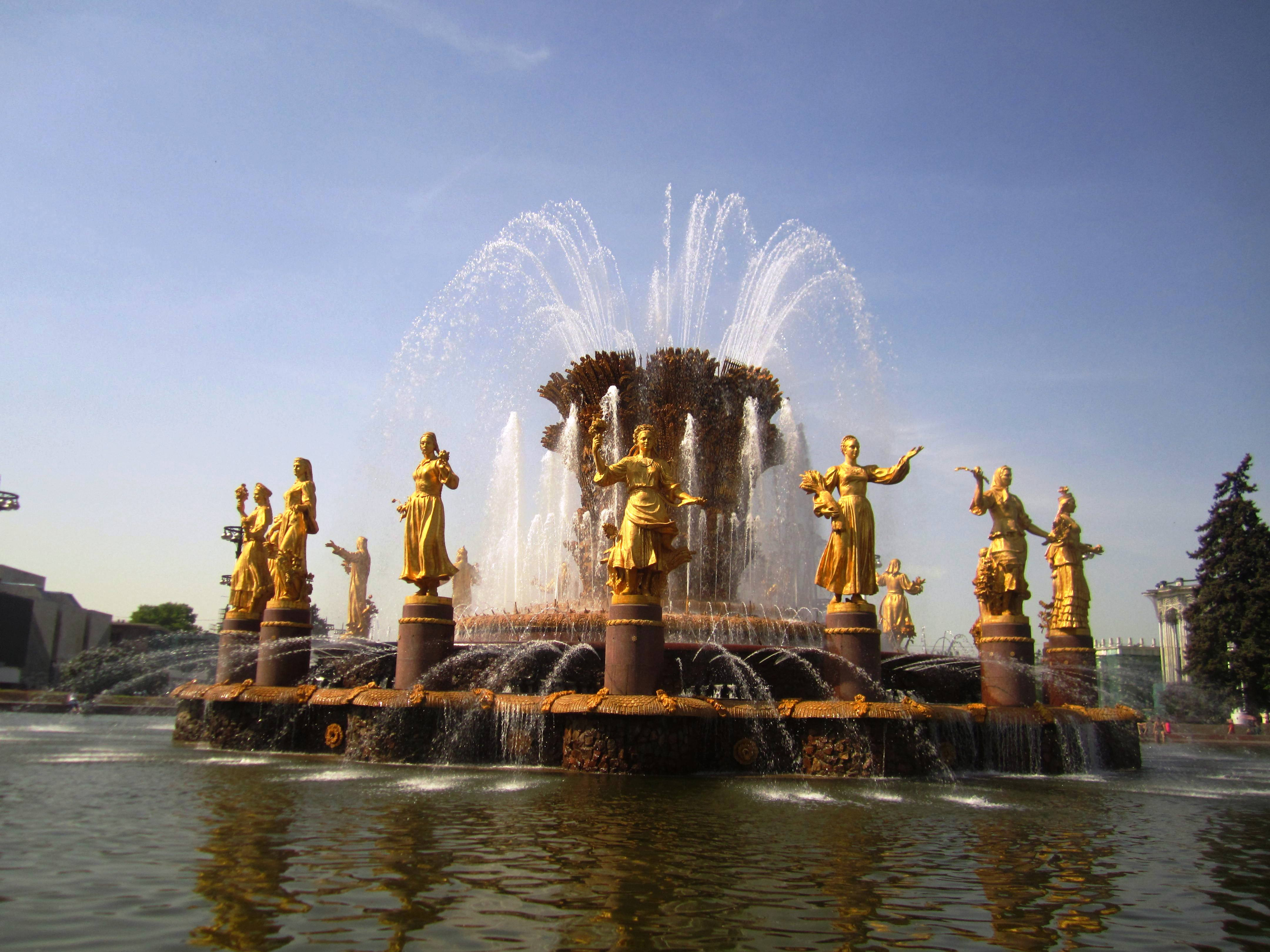
Brunnen der Völkerfreundschaft, Ausstellung der Volkswirtschaftlichen Errungenschaften, Moskau

1951–1954 war Teneta zusammen mit dem Architekten Konstantin Tichonowitsch Topuridse und den Bildhauern Soja Wassiljewna Rylejewa und Iossif Moissejewitsch Tschaikow am Bau des Brunnens der Völkerfreundschaft auf der Ausstellung der Volkswirtschaftlichen Errungenschaften der UdSSR in Moskau beteiligt.
Am bekanntesten wurde Teneta mit dem von ihm projektierten Denkmal der Kämpfer für die Sowjetmacht in Fernost auf dem zentralen Platz in Wladiwostok, das 1961 eingeweiht wurde. Die Architekten waren A. S. Ussatschew und Juri Andrejewitsch Trautman. Im Zentrum der dreiteiligen Denkmalsanlage steht auf einem 30 m hohen Sockel die Statue eines Kämpfers der volksrevolutionären Armee mit der Fahne in der rechten Hand und der Fanfarentrompete in der linken Hand, der mit seinem Blick aufs Meer die Befreiung von den japanischen Interventionisten symbolisiert. Den Kämpfern für die Sowjetmacht in Fernost ist die Inschrift auf der Vorderseite des Sockels, während auf der Rückseite das Lied der Partisanen vom Amur zu lesen ist. Der rechte (östliche) Teil mit mehreren Figuren auf einem niedrigen Sockel ist dem Sturz der Zarenherrschaft 1917 gewidmet, während der entsprechende linke Teil sich auf die Befreiung Wladiwostoks durch die Partisanen bezieht.
1969 wurde Teneta als Verdienter Künstler der RSFSR geehrt. Werke Tenetas befinden sich in der Tretjakow-Galerie in Moskau, im Russischen Museum in St. Petersburg und in vielen regionalen Museen und Privatsammlungen.